# Agusta

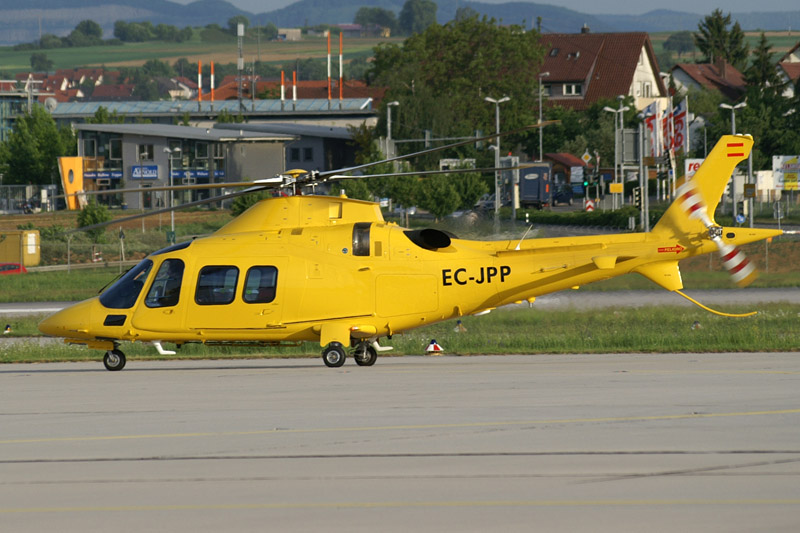
Agusta Grand EC-JPP

Agusta is een Italiaans helikoptermerk, waarvan de hoofdzetel gelegen is in de noordelijke provincie Varese.
in juli 2000 werden Agusta en Westland Helicopters samengevoegd tot AgustaWestland. Het Britse GKN en Italiaanse Finmeccanica kregen voor hun inbreng allebei 50% van de aandelen in AgustaWestland. In 2004 werd GKN uitgekocht en werd Finmecannica de enige aandeelhouder. Op 28 april 2016 werd de bedrijfsnaam van Finmeccanica gewijzigd in Leonardo.
Bekende producten zijn de militaire heli's A109M, A129, EH101, NH-90 en AB412, en voor de burgerluchtvaart de A119 Koala, A109 Power, A109K2 en AB412.
Agusta is vooral in België bekend van het Agustaschandaal, waar de socialistische PS en SP mee in opspraak kwamen en dat de kop kostte van NAVO-baas Willy Claes (SP) en Guy Mathot, Guy Spitaels en Guy Coëme (PS).
Het motorfietsmerk MV Agusta werd in 1945 als afgeleide van het moederbedrijf opgericht om de arbeiders aan het werk te houden na de Tweede Wereldoorlog.